# Залізниця (річка)
Залі́зниця — річка в Білорусі, у Наровлянському районі Гомельської області. Права притока Прип'яті, (басейн Дніпра).

## Опис
Довжина річки приблизно 12,26 км, найкоротша відстань між витоком і гирлом — 10,91 км, коефіцієнт звивистості річки — 1,13. Формується декількома безіменними струмками, загатами та повністю каналізована.

## Розташування
Бере початок в урочищі Стептище. Тече переважно на північний схід понад Хатками, через село Довляди і впадає в річку Прип'ять, праву притоку Дніпра.

## Історія
- У XIX столітті річка протікала через урочище Чорний Мох.[2]
- Річка протікає через Поліський державний радіаційно-екологічний заповідник.
- Після Чорнобильської катастрофи 1986 року село Довляди відселено з тридцятикілометрової зони відчуження.[3]